# Чуріла
Чуріла (рум. Ciurila) — село у повіті Клуж в Румунії. Адміністративний центр комуни Чуріла.
Село розташоване на відстані 316 км на північний захід від Бухареста, 14 км на південь від Клуж-Напоки.

## Населення
За даними перепису населення 2002 року у селі проживали 236 осіб. Рідною мовою 235 осіб (99,6%) назвали румунську.
Національний склад населення села:
| Національність | Кількість осіб | Відсоток |
| -------------- | -------------- | -------- |
| румуни         | 224            | 94,9%    |
| цигани         | 11             | 4,7%     |